# Pulicaria glandulosa
Pulicaria glandulosa là một loài thực vật có hoa trong họ Cúc. Loài này được Caball. miêu tả khoa học đầu tiên năm 1935.